# 北九州水上警察署
北九州水上警察署（きたきゅうしゅうすいじょうけいさつしょ・英語表記 Kitakyushu Water Police Station）は福岡県警察にかつて存在した警察署の一つで、北九州地区に属していた。略称は北水（きたすい）。署長の階級は警視。2008年（平成20年）4月1日付けで廃止された。

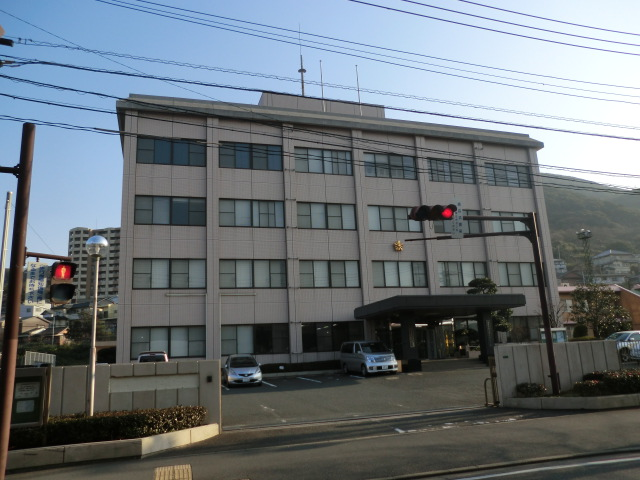
北九州水上警察署

## 概要
全国で数少ない「水上」の名のつく警察署のひとつ。その名のとおり管内のほとんどは海上部分であり、東から周防灘、関門海峡、響灘、また響灘から入江となった洞海湾があり、響灘上には備蓄量約560万klの広大な白島国家石油備蓄基地が浮かぶ。陸上部分には観光スポット門司港レトロがある。門司港地区には第七管区海上保安本部、門司海上保安部、門司税関、福岡運輸支局門司港庁舎、門司検疫所支所など海事関連の官公署が集合しており、博多臨港警察署同様これら海事官庁と連携して密輸や密航、テロの警戒に当たっていた。
廃止に伴い、旧水上警察署庁舎は門司警察署の分庁舎として引き続き使用されている。また、門司地区の交番・警備艇は門司警察署へ、若松地区の交番・警備艇は若松警察署へ移管された。
なお、山口県警察にも関門海域を管轄する同種の下関水上警察署が関門海峡を挟んで対岸に存在していたが、こちらも既に下関警察署へ統合され交番として引き続き水上警察業務を行っている。

## 所在地
- 〒801-0841　福岡県北九州市門司区西海岸1丁目1番5号

（国道3号線から国道199号線への接続道路沿い「西海岸一丁目」信号機前。門司警察署から直線わずか400m離れたところに所在していた。）

## 管轄区域

### 陸上
門司、若松、戸畑3区の沿岸陸地の一部および響灘上の白島
- 北九州市門司区のうち、大久保2丁目（10番から12番までに限る。）、西海岸1丁目（3番および4番に限る。）、2丁目（2番および5番に限る。）および3丁目（2番および3番に限る。）、片上海岸（2番に限る。）、新開（5番に限る。）、瀬戸町、太刀浦海岸（北九州市港湾局の管理に係る太刀浦39号道路から同管理に係る太刀浦幹線2号道路および太刀浦幹線1号道路を経て県道黒川白野江東本町線に至る道路以南の区域を除く。）、田野浦海岸、東港町、港町（4番から9番までに限る。）並びに大字田野浦（北九州市港湾局の管理に係る太刀浦幹線1号道路の北側の区域に限る。）
- 北九州市若松区のうち、本町1丁目（北九州市渡船事業所の区域に限る。）および大字安屋字白島
- 北九州市戸畑区のうち、川代1丁目（北九州市港湾局の管理に係る戸畑12号道路の西側の区域に限る。）および2丁目（市道川代13号線から市道川代5号線及び市道北鳥旗町1号線を経て北鳥旗町に至る道路の北側の区域に限る。）並びに北鳥旗町（市道北鳥旗町1号線から北九州市渡船事業所に至る道路の北側の区域及び北九州市渡船事業所の区域に限る。）

### 海上
- 北九州市および遠賀郡芦屋町のうち、芦屋橋下流の遠賀川西岸以東の区域の沿岸海面

## 沿革
- 1891年（明治24年）3月7日　小倉警察署文字ヵ関警察分署設立。第一船溜りに巡査派出所が設置され、水上警察業務を担当することとなる。
- 1891年（明治24年）10月　文字ヵ関警察分署を門司警察分署に改称。
- 1893年（明治26年）11月25日　門司警察分署が小倉警察署から分離独立し、門司警察署となる。
- 1898年（明治31年）6月　若松警察署に若松水上派出所設置。
- 1901年（明治34年）4月　門司港の飛躍的発展に伴い、門司警察署から独立した門司水上警察署を新設。
- 1919年（大正8年）4月　若松水上派出所が若松警察署から分離独立し、若松水上警察署となる。
- 1948年（昭和23年）3月7日　警察法施行により、門司水上警察署は門司警察署に編入され、若松水上警察署は国家地方警察若松水上警察署となる。
- 1948年（昭和23年）10月　管轄区域の変更により、国家地方警察若松水上警察署が自治体警察の若松警察署水上部に改組。
- 1954年（昭和29年）7月1日　警察法改正により県警察が誕生し、福岡県門司水上警察署、福岡県若松水上警察署として再発足。
- 1993年（平成5年）1月25日　門司水上警察署庁舎新築移転。
- 1994年（平成6年）3月15日　門司水上警察署と若松水上警察署を統合して北九州水上警察署となる。庁舎は門司水上警察署を引き継いだ。若松地区には若戸警部派出所（当初は旧若松水上警察署庁舎の一部を使用。後に隣接地に庁舎を新築し移転。若戸警部交番に改称）が設置され、旧若松水上署管轄区域の業務を行うこととなる。
- 2008年（平成20年）4月1日　北九州水上警察署を廃止し、関係警察署へ統合。

## 組織
- 総務課
- 会計課
- 生活安全刑事課
- 警備課
- 地域課（交通業務も分掌する。）

## 交番
（　）の中は、読み・所在地。当署の廃止に伴い、交番としては廃止となったが、いずれの旧交番とも警備艇桟橋の近くに位置しているため、敷地・建物は関係警察署に移管され、詰所として使用されている。
- レトロ交番（れとろ・北九州市門司区西海岸1丁目4番51号）
  - 敷地・建物は門司警察署に移管。
- 若戸警部交番（わかと・北九州市若松区本町1丁目11番15号）
  - 敷地・建物は若松警察署に移管。

## 警備艇
旧門司・若松の両水上警察署を統合して発足したという経緯から、門司・若松の両地区にそれぞれ係留設備を設け、警備艇を配置していた。最終的な配置は次のとおりであった。
- 門司地区（水上署廃止後は門司警察署に移管）
  - めかり 福3
  - たかとう 福6 （11.00t）
- 若松地区（水上署廃止後は若松警察署に移管）
  - かざし 福4 （15.00t）
  - わかさぎ 福7 （4.7t）

## 参照法令
- 福岡県警察の組織及び定員に関する条例（昭和29年7月1日・条例第40号）